# 十文字町仁井田
十文字町仁井田（じゅうもんじまちにいだ）は、秋田県横手市の大字。郵便番号は019-0505。人口は948人、世帯数は340世帯（2020年10月1日現在）。

## 地理
横手市南部、十文字地域の中央西部に位置する。東で増田町増田、西と南で十文字町佐賀会、北で（大字）十文字町と隣接する。また、十文字町宝竜が四方を当地区に囲まれて存在する。国道342号が東西に横断し、JR東日本の奥羽本線が縦貫する。総合スーパーである「スーパーモールラッキー」が所在する。

### 小字
- 字家後（いえうしろ）
- 字家西（いえにし）
- 字下河原（しもかわら）
- 字水神柳（すいじんやなぎ）
- 字杉ノ下（すぎのした）
- 字堰南（せきみなみ）
- 字大動北（だいどうきた）
- 字大道西（だいどうにし）
- 字大道東（だいどうひがし）
- 字段ノ下（だんのした）
- 字堂の前（どうのまえ）

- 字百米木（どめき）
- 字東（ひがし）
- 字棒杭柳（ぼうくいやなぎ）
- 字朴木（ほうのき）
- 字宝龍（ほうりゅう）
- 字町頭（まちがしら）
- 字町西（まちにし）
- 字町東（まちひがし）
- 字屋布西（やしにきにし）
- 字屋布南（やしにきみなみ）
- 字八萩（やはぎ）

## 世帯数と人口
2020年（令和2年）10月1日現在の世帯数と人口は以下の通りである。
| 丁目           | 世帯数  | 人口  |
| -------------- | ------- | ----- |
| 十文字町仁井田 | 340世帯 | 948人 |

### 人口の推移
以下は国勢調査による1995年（平成7年）以降の人口の推移。
| 年                 | 人口  |
| ------------------ | ----- |
| 1995年（平成7年）  | 1,118 |
| 2000年（平成12年） | 1,108 |
| 2005年（平成17年） | 1,063 |
| 2010年（平成22年） | 999   |
| 2015年（平成27年） | 1,001 |
| 2020年（令和2年）  | 948   |

## 交通

### 鉄道
地域内に駅はない。最寄り駅はJR東日本・奥羽本線の十文字駅。

### 道路
- 国道342号

## 施設
- スーパーモールラッキー
- ファッションセンターしまむら 十文字店
- まるまつ 横手十文字店
- グランマート 十文字店
- セブン-イレブン 十文字町仁井田店